# Rosario Fiorello

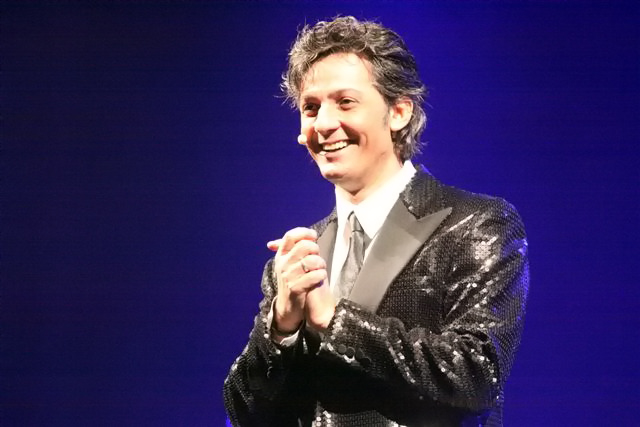
Rosario Fiorello

Rosario Tindaro Fiorello (* 16. květen 1960) je italský zpěvák, bavič a moderátor. Populární je díky své imitátorské schopnosti.

## Diskografie
- Veramente falso (1992)
- Nuovamente falso (1992)
- Spiagge e lune (1993)
- Karaoke (1993)
- Finalmente tu (1995)
- Sarò Fiorello (1996)
- Dai miei amici cantautori (1997)
- Batticuore (CD Bianco) (1998)
- Batticuore (CD Rosso) (1998)
- I miei amici cantautori (2000)
- Fiorello The Greatest (2002)
- Uno è famoso, l'altro no: Il meglio di Viva Radio 2 CD+LIBRO (2002)
- Viva Radio 2 (il meglio del 2003) (2003)
- A modo mio (2004)
- Viva Radio 2 (il meglio del 2005) (2005)